# Байербах (Ротталь-Инн)
Байербах (нем. Bayerbach) — община в Германии, в Республике Бавария.
Община расположена в правительственном округе Нижняя Бавария в районе Ротталь-Инн.  Подчиняется управлению Бад Бирнбах. Население составляет 1656 человек (на 31 декабря 2010 года). Занимает площадь 19,43 км².

## Население
По оценке на 31 декабря 2015 года население общины Байербах составляет 1624 чел. 

| Дата      | 1840 | 1871 | 1900 | 1925 | 1939 | 1950 | 1961 | 1970 | 1987 | 2011 |
| --------- | ---- | ---- | ---- | ---- | ---- | ---- | ---- | ---- | ---- | ---- |
| Население | 1030 | 1110 | 1153 | 1261 | 1265 | 1884 | 1531 | 1510 | 1574 | 1627 |

| Год       | 1960 | 1970 | 1980 | 1990 | 2000 | 2009 | 2010 | 2011 | 2012 | 2013 | 2014 | 2015 |
| --------- | ---- | ---- | ---- | ---- | ---- | ---- | ---- | ---- | ---- | ---- | ---- | ---- |
| Население | 1495 | 1510 | 1423 | 1652 | 1701 | 1667 | 1656 | 1617 | 1621 | 1632 | 1628 | 1624 |